# L.A. Noire
L.A. Noire är ett spel utvecklat av det australiska spelföretaget Team Bondi. Spelet är publicerat av Rockstar Games, som tidigare bland annat utvecklat Grand Theft Auto-serien och Red Dead Redemption.
Spelet släpptes den 17 maj 2011 i USA och den 20 maj i Europa. 2017 släpptes spelet till Nintendo Switch, Playstation 4 och Xbox One.

## Handling
Spelet utspelar sig 1947 i  Los Angeles. Här är poliskorruption och droger vardagsmat. Cole Phelps, som spelaren styr, är en polis på LAPD som försöker att jobba sig högre upp inom sitt yrke. Phelps, som nyss anlänt till USA efter andra världskriget, är inom polisen specialist på att tvinga fram ett erkännande ur en människa, även om erkännandet innebär en lögn. Som spelare får man möjligheten att ta sig an flera kända olika fall, däribland en omgjord version av fallet om den svarta dahlian.

## Spelupplägg
Spelaren styr Cole Phelps och spelet är i tredjepersonsperspektiv, spelaren besöker brottsplatser, granskar objekt, förhör vittnen och misstänkta personer. Under spelet får Cole Phelps sällskap av någon från polisstationen där han jobbar, i vissa uppdrag måste spelaren jaga misstänkta antingen genom att köra på Los Angeles gator eller springa till fots. I förhören ställer spelaren frågor till den misstänkte och måste därefter bedöma om personen talar sanning eller ljuger. Om den misstänkte ljuger ska spelaren om möjligt bevisa detta genom att välja någon av de ledtrådar som tidigare påträffats.

## Mottagande
L.A. Noire mottogs med positiva recensioner av kritiker. IGN gav 8,5 av 10 och skrev att L.A. Noire kanske inte når samma emotionella höjder som Heavy Rain, men att alla borde prova det. Konstruktörerna har haft höga ambitioner och lyckas nästan med att åstadkomma en briljant ny typ av TV-spels-berättelse.